# Жари
 Тази статия е за града в Полша.  За френския писател вижте Алфред Жари.  
Жа̀ри (на полски: Żary; на долнолужишки: Žarow; на немски: Sorau) е град в Западна Полша, Любушко войводство. Административен център е на Жарски окръг, както и на селската Жарска община, без да е част от нея. Самият град е обособен в самостоятелна община с площ 33,49 км2.

## География
Градът се намира в историческата област Долна Лужица. Разположен е на 45 километра югозападно от Жельона Гура, на 14 километра западно от Жаган и на 29 километра от границата с Германия.

## История
За пръв път селището е споменато в Хрониката на Титмар. Получава градски права през 1260 година.

## Население
Населението на града възлиза на 38 617 души (2010). Гъстотата е 1153,09 души/км2.

## Личности

### Родени в града
- Боженна Букевич – полски политик
- Йолянта Федак – полски политик
- Яцек Филипяк – полски режисьор
- Антони Яшчак – полски икономист и политик
- Мариуш Либерта – полски футболист
- Ивона Матковска – полска състезателка по борба
- Анджей Неджелян – полски футболист
- Януш Ревински – полски актьор
- Тадеуш Шлюсарски – полски състезател на овчарски скок, олимпийски шампион
- Юзеф Трач – полски борец, олимпийски медалист
- Агата Шевьола – Мис Полша 2010 година
- Ернестина Виницка – полска актриса

## Градове партньори
- Вайсвазер (Горна Лужица), Германия
- Longuyon, Франция
- Гардон, Унгария